# Tisbe aragoi
Tisbe aragoi is een eenoogkreeftjessoort uit de familie van de Tisbidae. De wetenschappelijke naam van de soort is voor het eerst geldig gepubliceerd in 1970 door Battaglia & Volkmann-Rocco.